# Condado de Ozark
O Condado de Ozark é um dos 114 condados do estado americano de Missouri. A sede do condado é Gainesville, e sua maior cidade é Gainesville. O condado possui uma área de 1 956 km² (dos quais 33 km² estão cobertos por água), uma população de 9 542 habitantes, e uma densidade populacional de 5 hab/km² (segundo o censo nacional de 2000). O condado foi fundado em 1841.